# Mekaniserat jordbruk

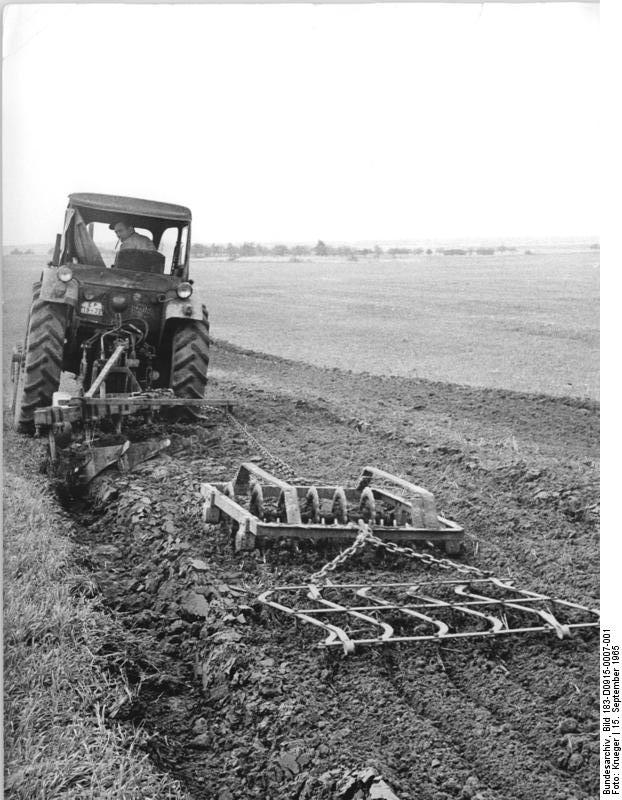
En traktor i aktion

Mekaniserat jordbruk, industriellt jordbruk, är jordbruk som bedrivs med traktorer och andra jordbruksmaskiner. 
Jordbruket började mekaniseras i Europa och Nordamerika på 1800-talet. Drivkrafterna var en ökad befolkning och att kunna överföra arbetskraft till den framväxande industrin. I utvecklingsländer är jordbruket sällan mekaniserat.
Djurskötseln i mekaniserat jordbruk sker ofta i stora rationella inomhusanläggningar, som av kritikerna kallas djurfabriker.

## Konventionellt och ekologiskt jordbruk
I dagens mekaniserade jordbruk särskiljs två ideologiska inriktningar, nämligen konventionellt jordbruk och ekologiskt jordbruk. 
I det konventionella jordbruket tillåts användning av mineralgödsel och bekämpningsmedel, vilket är förbjudet inom det ekologiska jordbruket. Det ekologiska jordbruket har visat sig ge en betydligt lägre skörd jämfört med det konventionella jordbruket (i vissa fall närmast en halvering av skördarna). Idag är mer än 90 % av den svenska åkerarealen konventionellt odlad. Det konventionella jordbruket bidrar till övergödning och att miljögifter sprids i naturen, medan det ekologiska jordbruket är mer långsiktigt- och miljöanpassat.

## Betydelse för den svenska samhällsutvecklingen
Den kraftiga mekaniseringen inom lantbruket har fått en enorm påverkan på samhällsutvecklingen under de senaste 150 åren, alltså sedan den agrara revolutionen anses ha upphört.
Runt 1850 låg en bra spannmålsskörd på cirka 700 kg spannmål/ha. För dessa 700 kg spannmål fick en bondefamilj (med drängar och pigor) lägga ner cirka 150 arbetstimmar/hektar och år.
Idag är en spannmålsskörd på cirka 7 000 kg spannmål/hektar ingen märkvärdighet inom det konventionella lantbruket. För denna skörd behöver den moderna lantbrukaren bara lägga cirka 4-5 timmar per hektar och år, där nästan hälften går åt för plöjning.
Med dagens moderna lantbruk i de industrialiserade länderna har en mycket stor del av befolkningen lämnat jordbrukssektorn. Till exempel arbetade runt 1880 cirka 90 procent av svenskarna inom jordbrukssektorn. Runt 1930 var det bara halva befolkningen som arbetade inom lantbruket. Idag är det bara några få procent av svenskarna som arbetar inom lantbruket.